# Påskskärs grunden
Påskskärs grunden är klippor i Finland. De ligger i kommunen Kimitoön i landskapet Egentliga Finland, i den södra delen av landet, 150 km väster om huvudstaden Helsingfors.
Terrängen runt Påskskärs grunden är platt.  Närmaste större samhälle är Dragsfjärd, 16,0 km nordost om Påskskärs Grunden. 